# Portrait de Sarah Siddons
Portrait de Sarah Siddons est un portrait peint en 1804 par l'artiste anglais Thomas Lawrence représentant l'actrice Sarah Siddons.

## Sujet
Siddons était la tragédienne la plus importante du début de la Régence anglaise. Elle était membre de la famille d'acteurs Kemble, qui comprenait ses frères John Philip Kemble et Charles Kemble. Lawrence avait une relation amoureuse avec deux de ses filles et la connaissait depuis l'époque où il était un enfant prodige à Bath.

## Description
Lawrence représente Siddons en pied lors d'une lecture dramatique. Elle est présentée avec des volumes de pièces de Thomas Otway et de William Shakespeare. Le tableau a été acquis pour la nation en 1847 et se trouve aujourd'hui dans la collection de la Tate Britain à Londres.